# Skyplex

Skyplex Logo

Skyplex ist ein Dienst für den Satellitenfunk auf Basis eines Breitbandnetzes. Er ermöglicht, Daten jeglicher Art von verschiedenen Bodenstationen bzw. Erdfunkstellen zu empfangen und diese zu einem einzigen DVB-Signal zu kombinieren.
Der von Eutelsat entwickelte und 2003 in Italien angelaufene Dienst arbeitet mit leistungsstarken Ka-Band-Frequenzen. Angeschlossene Terminals können von jedem Standort aus Daten zum Satelliten senden, der sie verarbeitet und direkt an die anderen Terminals des Netzes weiterleitet.
Im früheren System musste der Satellit die Daten noch an eine zentrale Uplinkstation senden und konnte erst nach deren Multiplexing das aufbereitete Material an die Teilnehmer weitersenden. Das neue SKYPLEX DATA halbiert nun die Sendestrecke und die Transferzeit der Daten, was die Kosten auf das Niveau von Ku-Band-VSAT-Anlagen senkt. Daten können nun von mehreren, unabhängigen und wesentlich kleineren Bodenstationen gesendet werden, das Multiplexing der Daten wird durch Skyplex übernommen.
Die Entwicklung von Skyplex wurde von Eutelsat und der ESA durchgeführt. Die ersten Satelliten mit Skyplex waren Hot Bird 4 sowie Hot Bird 5.
Der aktuelle Satellit ist Hot Bird 6 auf der geostationären Position 13° Ost und hat vier Transponder. Der europaweite Dienst unterstützt TV, Daten- und Audioübertragungen und eignet sich neben LAN-LAN-Verbindungen auch für die Übertragung von MPEG4 und DVB/MPEG2-TV. Die Netze werden mit kleinen Zwei-Wege-Terminals (30 × 5 cm, 2 Watt) aufgebaut und betrieben, die im Downlink mit 6 oder 18 Carriers Datenströme bis zu 38 Mbit/s empfangen können. Die Terminals samt Satellitenschüssel (90 cm) kosten unter 4.000 Euro.